# Paratyphis parvus
Paratyphis parvus is een vlokreeftensoort uit de familie van de Platyscelidae. De wetenschappelijke naam van de soort is voor het eerst geldig gepubliceerd in 1887 door Claus.